# Корсель-ле-Мон
Корсе́ль-ле-Мон (фр. Corcelles-les-Monts) — коммуна во Франции, находится в регионе Бургундия. Департамент коммуны — Кот-д’Ор. Входит в состав кантона Дижон 5-й кантон. Округ коммуны — Дижон.
Код INSEE коммуны — 21192.

## Население
Население коммуны на 2010 год составляло 652 человека.
| 1962 | 1968 | 1975 | 1982 | 1990 | 1999 | 2010 |
| ---- | ---- | ---- | ---- | ---- | ---- | ---- |
| 228  | 258  | 328  | 757  | 783  | 707  | 652  |

## Экономика
В 2010 году среди 441 человека трудоспособного возраста (15—64 лет) 295 были экономически активными, 146 — неактивными (показатель активности — 66,9 %, в 1999 году было 68,7 %). Из 295 активных жителей работали 275 человек (148 мужчин и 127 женщин), безработных было 20 (10 мужчин и 10 женщин). Среди 146 неактивных 32 человека были учениками или студентами, 87 — пенсионерами, 27 были неактивными по другим причинам.